# 王鎮炎
王鎮炎（Wong Chun Yim, Tim，1988年4月7日—），香港首名男子殘疾人羽毛球SS6組運動員。一次他在街場打波，遇上一個前港隊球員，球員鼓勵他加入傷殘羽毛球隊，他初聽「傷殘」二字，感覺既陌生又突兀，但基於好奇心，Tim很快就決定去體院一試身手。成為港隊唯一的侏儒球手，他的飛撲從此更有價值，更在去年全國運動會奪冠，現時單打世界排名第六名。。

## 榮譽
- 香港傑出運動員選舉

「香港最具潛質運動員」（2016年）